# Angela Bassett
Angela Evelyn Bassett (født 16. august 1958 i Harlem, New York) er en Emmy- og Oscar-nomineret samt Golden Globe-vindende amerikansk skuespillerinde, der har opbygget sin karriere med biografiske film roller, det skildrer kvinder i amerikansk kultur.

## Filmografi
- F/X (1986)
- Challenger (TV) (1990)
- Kindergarten Cop (1990)
- Boyz n the Hood (1991)
- Critters 4 (1991)
- City of Hope (1991)
- Passion Fish (1992)
- Innocent Blood (1992)
- The Jacksons: An American Dream (1992)
- Malcolm X (1992)
- What's Love Got to Do with It? (1993)
- Vampire in Brooklyn (1995)
- Panther (1995)
- Strange Days (1995)
- Waiting to Exhale (1995)
- Contact (1997)
- Off the Menu: The Last Days of Chasen's (1997) (dokumentar)
- How Stella Got Her Groove Back (1998)
- Music of the Heart (1999)
- Supernova (2000)
- Whispers: An Elephant's Tale (2000) (stemme)
- Boesman and Lena (2000)
- The Score (2001)
- Sunshine State (2002)
- The Rosa Parks Story (2002)
- Unchained Memories: Readings from the Slave Narratives (2003) (dokumentar) (fortæller)
- Masked and Anonymous (2003)
- The Lazarus Child (2004)
- Mr. 3000 (2004)
- Mr. & Mrs. Smith (2005) (stemme)
- Akeelah and the Bee (2006)
- Meet the Robinsons (2007) (stemme)
- Toussaint (2007)
- Olympus Has Fallen (2013)
- London Has Fallen (2016)
- Black panther (2018)